# Anabella Drummond
An(n)abella Drummond (1350 — oktober 1401) was koningin-gemalin van Schotland (1390-1401) als vrouw van Robert III van Schotland. Ze was een dochter van Jan Drummond, heer van Stobhall (dicht bij Perth), koninklijk officier van Lennox en leider van de Drummond-clan en Maria Montifex. Haar vaders zus was Margaretha Drummond, de tweede vrouw van David II van Schotland.

## Levensloop
Ze huwde met Jan Stuart (de latere Robert III van Schotland) in 1367. Algauw was ze betrokken in een machtsstrijd met haar mans broer Robert. Anabella en Jan hadden twee dochters, maar hadden de eerste jaren van hun huwelijk geen zoons. Daarom was Jan een voorstander van een wet die toestond dat vrouwen ook in aanmerking kwamen voor de troon.
Anabella werd gekroond met haar man in Scone Palace toen hij de troon besteeg in 1390. Ze kreeg nog steeds kinderen na haar veertigste. In 1394 kreeg ze haar laatste kind, de latere Jacobus I van Schotland
Robert, die invalide was geworden na een val van het paard in 1384, werd de jaren erna erg depressief en instabiel om maar zelfs te regeren als koning. Anabella was gedwongen om de controle naar haar eigen hand te zetten, om zo de belangen van haar oudste zoon David intact te houden. Daarom regelde ze een groot toernooi in 1398 in Edinburgh, waar haar oudste zoon tot ridder werd benoemd. In april van dat jaar riep ze de hofraad bijeen om hem de titel van Hertog van Rothesay te geven.
Annabella overleed in Scone Palace in oktober 1401 en werd begraven in haar geboorteplaats Dunfermline, met het verlies van haar bescherming, werd haar oudste zoon David een prooi voor zijn oom Robert Stuart, hertog van Albany. Mogelijk door zijn toedoen overleed David kort daarna, onder vreemde omstandigheden.

## Kinderen met Robert
Annabella kreeg met Robert III:
- Elisabeth, huwde James Douglas, 1ste Baron van Dalkeith
- Maria, huwde George Douglas, 1ste Baron van Angus
- Egidia, overleed jong
- Margretha, huwde Archibald Douglas, 4de Baron van Douglas
- Robert, overleed jong
- David, Hertog van Rothesay
- Jacobus, opvolger